# Caja de fondo semiautomático
También llamada de fondo suizo es un embalaje de cartón ondulado o cartoncillo de montaje manual que se forma al encajar las solapas de la base entre sí. Esto se consigue debido a que la solapa exterior tiene una pestaña que fija las otras tres, creando así un recipiente plano. El cierre superior se puede presentar de diferentes formas siendo la tapa y las cuatro solapas las más comunes.
- Datos: Q5739455